# Chiesa di Santa Maria in borgo Taschieri
La chiesa di Santa Maria in borgo Taschieri era un luogo di culto cattolico dell'Oltretorrente di Parma; situata tra le attuali strada Massimo d'Azeglio e borgo Pietro Cocconi (già borgo Taschieri), fu completamente demolita dopo il 1938.

## Storia
La chiesa esisteva già nel 1230: era di proprietà dei cavalieri giovanniti, che la tennero fino al 1520. Passò poi, per brevi periodi, alle monache gesuate e ai terziari francescani di San Genesio.
Nel 1561 venne insignita della dignità parrocchiale, che perse nel 1933 in favore della chiesa di Santa Croce. Fu sconsacrata il 21 dicembre 1938 e poi demolita.
La chiesa era stata ampliata e rinnovata tra il 1699 e il 1776: era a tre navate divise da pilastri, con due cappelle laterali per parte, volta a botte e cantoria con organo addossata alla controfacciata.